# John Henry Smith
John Henry Smith, kanadski letalski častnik, vojaški pilot in letalski as, * 9. marec 1894, Deseronte, Ontario, Kanada, † 1959, Forest Hills, New York, ZDA.
Poročnik Smith je v svoji vojaški službi dosegel 8 zračnih zmag.

## Življenjepis
Med prvo svetovno vojno je bil pripadnik Kraljevega letalskega korpusa.